# Laufenburg (Germania)
Laufenburg (ufficialmente dal 1930 Laufenburg (Baden)) è una città tedesca di 9 136 abitanti,, situata nel land del Baden-Württemberg.